# Börjesjön, Jämtland
Börjesjön är en sjö i Bräcke kommun i Jämtland och ingår i Ljungans huvudavrinningsområde. Sjön är 51 meter djup, har en yta på 3,74 kvadratkilometer och är belägen 293 meter över havet. Sjön avvattnas av vattendraget Lillsjöströmmen.

## Prisfisket på Börjesjön
På Börjesjön anordnades mellan åren 1958-1968 "världens största" pimpeltävling med ca 5000 deltagare, samt uppemot 10000 åskådare.Tävlingen organiserades av Rissna-ortens hembygdsförening.

## Delavrinningsområde
Börjesjön ingår i det delavrinningsområde (698778-147772) som SMHI kallar för Utloppet av Börjesjön. Medelhöjden är 362 meter över havet och ytan är 27,93 kvadratkilometer. Räknas de 2 avrinningsområdena uppströms in blir den ackumulerade arean 43,61 kvadratkilometer. Lillsjöströmmen som avvattnar avrinningsområdet har biflödesordning 3, vilket innebär att vattnet flödar genom totalt 3 vattendrag innan det når havet efter 186 kilometer. Avrinningsområdet består mestadels av skog (71 procent). Avrinningsområdet har 4,36 kvadratkilometer vattenytor vilket ger det en sjöprocent på 15,6 procent.